# Mercia (stolica tytularna)
Mercia (łac. Dioecesis Merciorum, ang. Diocese of Mercia) – stolica historycznej diecezji w Anglii, erygowanej w roku 656, a zlikwidowanej w roku 669. Obecnie katolickie biskupstwo tytularne.

## Biskupi tytularni
| Lp. | Biskup         | Funkcja                                          | Od                | Do               |
| --- | -------------- | ------------------------------------------------ | ----------------- | ---------------- |
| 1   | Joseph Gray    | biskup pomocniczy Liverpoolu (Wielka Brytania)   | 19 grudnia 1968   | 19 sierpnia 1980 |
| 2   | Anthony Pevec  | biskup pomocniczy Cleveland (USA)                | 13 kwietnia 1982  | 14 grudnia 2014  |
| 3   | Paul McAleenan | biskup pomocniczy Westminsteru (Wielka Brytania) | 24 listopada 2015 |                  |